# 1541
1541 (MDXLI) var ett år som började en lördag i den julianska kalendern.

## Händelser

### Juni
- 18 juni – Irland ingår nominell personalunion med England.[1]

### September
- 11 september – Santiago de Chile förstördes av Mapuchestyrkor under Araucokriget.
- 15 september – I Brömsebro sluts ett fördrag mellan Gustav Vasa och Kristian III av Danmark om en allians på 50 år mellan Sverige och Danmark. Kristian lovar att stödja Sverige mot Lübeck och att inte stödja Berent von Mehlen.
- 21 september – Paracelsus dikterar i Salzburg på värdshuset Vita hästen sitt testamente för en notarius publicus.

### Okänt datum
- Bibeln i sin helhet trycks på svenska i Uppsala av Georg Richolff d.y.
- Georg Norman inspekterar kyrkor i Småland och låter för kronans räkning beslagta alla silverföremål som inte bedömdes som nödvändiga för gudstjänsten.

## Födda
- El Greco.
- Magdalena Moons, hjältinna under de Nederländska frihetskriget.

## Avlidna
- 27 maj – Margaret Pole, grevinna av Salisbury, saligförklarad.
- 26 juni – Francisco Pizarro, spansk sjöfarare och erövrare.
- 24 september – Paracelsus, eg Theophrastus Bombastus von Hohenheim, schweizisk läkare, alkemist och mystiker.
- September – Beatriz de la Cueva, Guatemalas guvernör.
- 18 oktober – Margareta Tudor, drottning av Skottland 1503–1513 (gift med Jakob IV)

### Fotnoter
1. ↑  World Statesmen (läst 3 april 2011)